# Zhou Dunyi

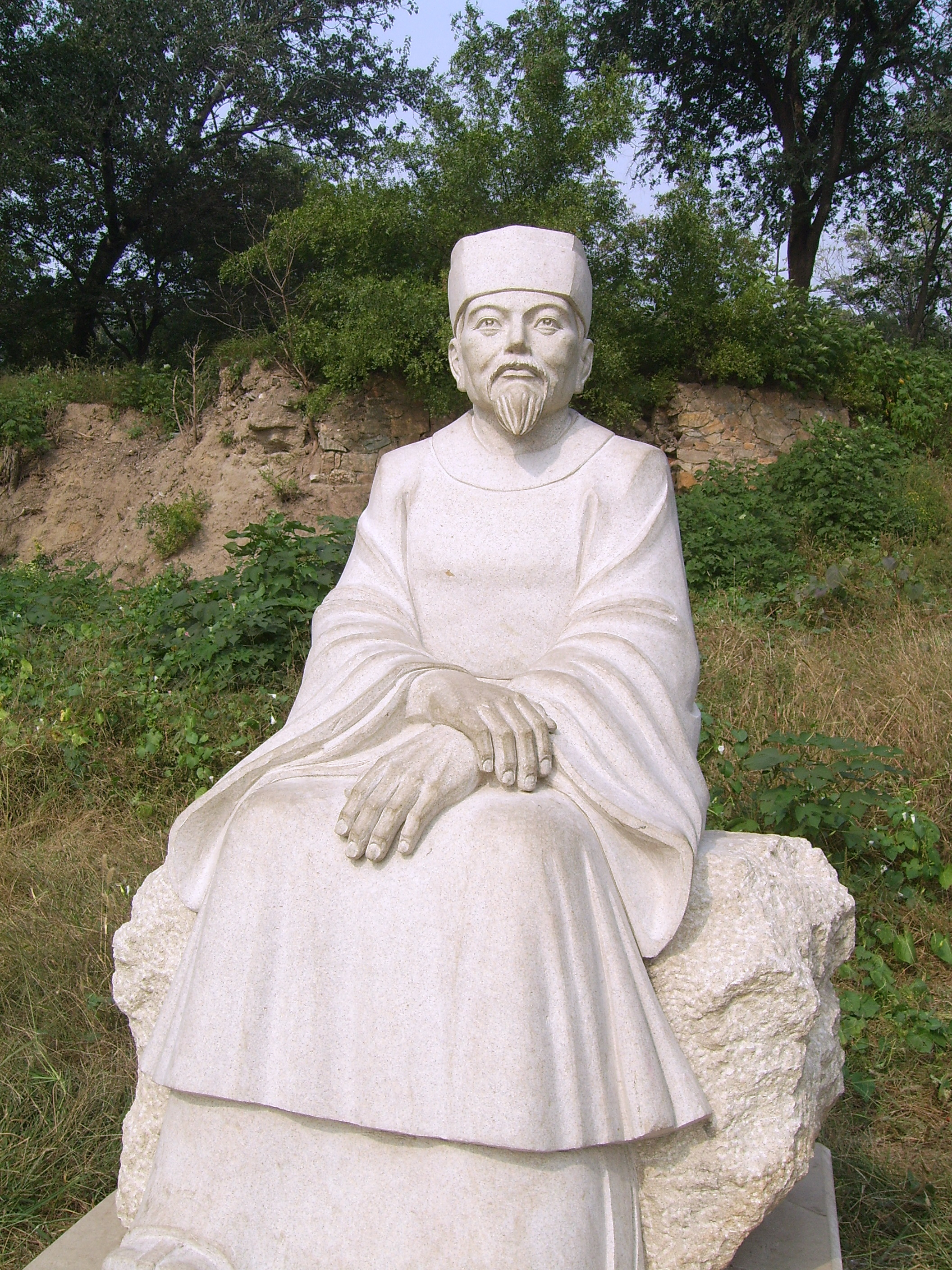
Zhou Dunyi

Zhou Dunyi (Chino tradicional: 周敦頤, chino simplificado: 周敦颐, pinyin: Zhōu Dūnyí; Wade-Giles: Chou Tun-i) (1017-1073) fue un filósofo y cosmólogo chino de la escuela neoconfuciana (理學, li xué) autor del Taijitu shuo (太極圖 說, Taìjítú shuō), "Explicación del taijitu", el primer comentario sobre el taijitu en el que éste aparece como una forma desarrollada y no como el "símbolo del yin y yang" que estamos más acostumbrados a ver.
Aunque era un letrado confuciano también estaba instruido en el taoísmo y se interesó por el budismo. Entre sus sobrinos se encontraban los hermanos Cheng, célebres neoconfucianos en quienes se inspiraría Zhu Xi. Fue este último quien decidió desarrollar la breve obra de Zhou, en la cual había reconocido ideas que coincidían con su propia teoría. Aunque Zhou Dunyi nunca había aceptado discípulos, Zhu Xi hizo de él el precursor de su escuela, y a su vez reelaboró una versión más amplia del Taijitushuo que pasaría a formar parte del programa de los exámenes imperiales en el año 1691 (año 29 de la era Kangxi en el calendario chino, durante la dinastía Qing). 
También es autor del T'ung shu, una introducción al I Ching.